# Crotalaria fiherenensis
Crotalaria fiherenensis är en ärtväxtart som beskrevs av René Viguier. Crotalaria fiherenensis ingår i släktet sunnhampor, och familjen ärtväxter. Inga underarter finns listade i Catalogue of Life.